# Nick Castle
Nicholas Charles Castle, detto Nick (Los Angeles, 21 settembre 1947), è un attore, regista e sceneggiatore statunitense.

## Biografia
Figlio del coreografo Nicholas Charles Castle Sr. (1910-1968), studiò all'University of Southern California. Divenne noto principalmente quando John Carpenter lo scelse per interpretare il ruolo del serial killer Michael Myers nel film Halloween - La notte delle streghe del 1978. Da allora collaborò per molti anni con Carpenter in vari lavori e si dedicò all'attività di regista.
Nel 2018, dopo quaranta anni, riprende nuovamente i panni di Michael Myers nel nuovo film dedicato alla serie di Halloween.
Nonostante da attore abbia interpretato ruoli in film horror e fantascientifici, da regista ha diretto numerose commedie per famiglie, tra cui Il maggiore Payne e Dennis la minaccia.

## Filmografia

### Attore
- Dark Star, regia di John Carpenter (1974)
- Halloween - La notte delle streghe (Halloween), regia di John Carpenter (1978)
- 1997: Fuga da New York (Escape from New York), regia di John Carpenter (1981)
- Il ragazzo che sapeva volare (The Boy Who Could Fly), regia di Nick Castle (1986)
- Halloween, regia di David Gordon Green (2018)
- Halloween Kills, regia di David Gordon Green (2021)
- Halloween Ends, regia di David Gordon Green (2022)

### Regista
- Tag: The Assassination Game (1982)
- Giochi stellari (The Last Starfighter) (1984)
- Il ragazzo che sapeva volare (The Boy Who Could Fly) (1986)
- Storie incredibili (Amazing Stories) (1987)
- Tap - Sulle strade di Broadway (Tap) (1989)
- Shangri - La Plaza (1990)
- Dennis la minaccia (Dennis the Menace) (1993)
- Il maggiore Payne (Major Payne) (1995)
- Un marito quasi perfetto (Mr. Wrong) (1996)
- Guardo, ci penso e nasco (Delivering Milo) (2001)
- Natale2.com (2001)
- The Seat Filler (2004)
- Connor's War (2006)